# Mausolée du Prince Impérial
Le Mausolée du prince impérial est un mausolée, fin du XIXe siècle - début du XXe siècle, situé avenue Marmontel dans la commune de Rueil-Malmaison dans le département des Hauts-de-Seine et la région d'Île-de-France.

## Historique
Cet édifice fut construit en hommage au prince impérial Louis-Napoléon Bonaparte (1856-1879), fils de Napoléon III et de l'impératrice Eugénie, tué par les Zoulous au Natal (Afrique du Sud), tandis qu'il combattait dans les rangs de l'armée anglaise.
Le monument est le résultat d'une souscription nationale, à la suite de l'émotion suscitée par la mort prématurée du prince. La souscription, ouverte en août 1879, avait obtenu 110 895 francs-or un mois après. Un terrain fut acquis lors du lotissement du Champ-de-Mars au 6 rue de la Bourdonnais. L'impératrice Eugénie fait construire un premier mausolée, dressé sur des colonnes cannelées géminées à chapiteaux corinthiens, de 1881 à 1883 sur les plans de l'architecte Hippolyte Destailleur.
L'enthousiasme initial rapidement retombé, l'impératrice refuse de prendre en charge l'entretien du monument. Le gardien quitte le terrain et sa maison est ensuite occupée par une femme établie comme couturière. Le monument ne fut jamais terminé, de peur de déprédations ; le buste devant orner le monument, exécuté par Prosper d'Épinay, resta dans un coin de la loge.
L'impératrice acquit un terrain en 1912 proche du château de la Malmaison à Rueil-Malmaison, à la suite du lotissement de son ancien parc. Elle fait transférer le monument depuis le Champ-de-Mars. Le monument est remonté en 1913, mais la guerre interrompt l'opération, qui ne s'achève qu'après la mort d'Eugénie.
La parcelle de terrain est donnée à l'État en 1924, mais les matériaux utilisés pour le mausolée résistent mal, et il est urgent de le restaurer. L'opération se révélant impossible, on décide alors de construire un nouveau monument. Le mausolée est réédifié entre 1936 et 1938. Similaire, il bénéficie néanmoins de nouvelles colonnes renflées en marbre, provenant du bâtiment parisien de la Cour des comptes. On y fait installer une épreuve en bronze de la statue de Carpeaux représentant le jeune prince impérial et son chien Néro (1865) offert en 1924 par le prince Victor, en même temps que l'ensemble du monument. On ignore ce qu'est devenu le buste du prince impérial d'origine.

## Protection
Ce mausolée fait l'objet d'une inscription au titre des monuments historiques depuis le 10 septembre 1995.

## Pour approfondir